# Валькирии (роман)
«Валькирии» (порт. „As Valkírias“ 1992) — автобиографичный роман Пауло Коэльо, в котором рассказывается о его участии в «Альтернативном обществе» — организации, члены которой отрицали ценности капитализма, декларировали право индивида на свободное самовыражение, а заодно практиковали чёрную магию.

## Сюжет
Поиск ангела-хранителя приводит главного героя в пустыню Мохаве, где он встречает группу женщин-воинов, которые путешествуют по пустыне на лошадях.
Он со своей женой отправляется с ними, дабы главная Валькирия помогла ему увидеть своего Ангела.